# 미나미 모에카
미나미 모에카(일본어: 南 萌華, 1998년 12월 7일 ~ )는 일본의 여자 축구 선수이다.

## 국가대표팀 경력
2014년 FIFA U-17 여자 월드컵, 2018년 FIFA U-20 여자 월드컵에 출전, 우승에 기여했다.
그녀는 2019년 시빌리브스컵에 참가할 일본 국가대표팀에 발탁되었으며, 3월 2일 브라질와의 경기에서 데뷔했다. 2019년 EAFF E-1 풋볼 챔피언십 우승, 2022년 AFC 여자 아시안컵 4강. 2번의 FIFA 여자 월드컵, 2번의 하계 올림픽에도 출전했다.

## 통계
| 일본 | 일본 | 일본 |
| 연도 | 출전 | 득점 |
| ---- | ---- | ---- |
| 2019 | 10   | 0    |
| 2020 | 2    | 0    |
| 2021 | 9    | 1    |
| 2022 | 9    | 0    |
| 2023 | 16   | 3    |
| 2024 | 11   | 0    |
| 통산 | 57   | 4    |